# Spitalul Clinic Bălți
IMSP Spitalul Clinic Bălți acordă servicii de asistență de urgență și asistență medicală specializată pentru mun. Bălți și localități din 11 raioane din nordul Republicii Moldova. Numărul pacienților tratați în cadrul instituții este de circa 30 mii persoane anual, iar Centrul Consultativ deservește circa 40 de mii de persoane.

## Istorie
Construcția spitalului a început în 1870 și a finisat în 1872 cu suport financiar din partea lui Nicolae Casso -, acesta fiind și primul spital bălțean. Planul noii clădiri a fost elaborat de către arhitectul german Niss din Dresda. În 1884 s-a construit cel de-al doilea bloc al spitalului, însumând 34 de paturi, inclusiv 18 pentru pacienți cu boli infecțioase, 5 - pentru pacienții terapeutici și chirurgicali și 2 - pentru femeie însărcinate.
La finele perioadei interbelice (ani 30, sec. XX), în cadrul spitalului activau 15 medici, 11 felceri, 9 stomatologi și 8 agenți sanitar. Blocul nr. dispunea de 50 de paturi și blocul nr. 2 de 30 de paturi. În anii 1940-1941 s-a renovat clădirile, s-a instalat aparataj radiologic și fizioterapeutic, s-a mărit numărul de paturi la 180 (inclusiv 20 de paturi cu profil pediatric). 
După cel de-al doilea război mondial în spital activau doar 2 medici și 9 asistente medicale. Dar deja în 1946 numărul personalului a crescut până la 20 de medici și 70 de asistente medicale, iar numărul paturilor - până la 300. În 1960 cele două spitale sunt comasate formând Spitalul Republican din Bălți. În 1978, pe lângă clădirile existente, este construit un edificiu nou cu 240 de paturi, iar în 1982 - Clădirea policlinicii nr. 1 pentru maturi (actualmente Centrul consultativ). În anii 80, sec.XX, începe edificarea unui nou complex spitalicesc. În 1993 se dă în exploatare blocul staționar cu capacitatea de 500 de paturi pentru secțiile specializate. În aripa nefinisată se planifică amenajarea maternității.
În 1995 spitalul este reorganizat în Spital Municipal, în 1997 - Spitalul Clinic Republican Bălți, în 1999 - Spitalul Județean Bălți (în componența căruia au fost incluse Spitalul Clinic Republican, Spitalul specializat, Spitalul de copii, Maternitatea municipală, Dispensarul Psihoneurologic, Dispensarul Pneumoftiziologic, Dispensarul Narcologic și Policlinica consultativă), 2003 - Spitalul Clinic Municipal Bălți.